# Baía da Ilha Grande
Baía da Ilha Grande är en vik i Brasilien.   Den ligger i delstaten Rio de Janeiro, i den sydöstra delen av landet, 900 km söder om huvudstaden Brasília.